# Wimbledonmästerskapen 2012
Wimbledonmästerskapen 2012 var en tennisturnering som spelades den 25 juni–8 juli 2012.
Roger Federer vann sin sjunde Wimbledon-titel i herrsingeln efter att ha besegrat det brittiska hemmahoppet Andy Murray i finalen. Federer tangerade därmed Pete Sampras rekord i den öppna eran. Serena Williams vann sin femte Wimbledon-titel i damsingeln.

## Händelser

### Seniorer

#### Herrsingel
Roger Federer besegrade  Andy Murray, 4–6, 7–5, 6–3, 6–4

#### Damsingel
Serena Williams besegrade  Agnieszka Radwańska, 6–1, 5–7, 6–2

#### Herrdubbel
Jonathan Marray /  Frederik Nielsen besegrade  Robert Lindstedt /  Horia Tecău, 4–6, 6–4, 7–6(7–5), 6–7(5–7), 6–3

#### Damdubbel
Serena Williams /  Venus Williams besegrade  Andrea Hlaváčková /  Lucie Hradecká, 7–5, 6–4

#### Mixed dubbel
Mike Bryan /  Lisa Raymond besegrade  Leander Paes /  Jelena Vesnina, 6–3, 5–7, 6–4

### Juniorer

#### Pojksingel
Filip Peliwo besegrade  Luke Saville, 7–5, 6–4

#### Flicksingel
Eugenie Bouchard besegrade  Elina Svitolina, 6–2, 6–2

#### Pojkdubbel
Andrew Harris /  Nick Kyrgios besegrade  Matteo Donati /  Pietro Licciardi, 6–2, 6–4

#### Flickdubbel
Eugenie Bouchard /   Taylor Townsend besegrade  Belinda Bencic /  Ana Konjuh, 6–4, 6–3